# Carphoborites posticus
Carphoborites posticus is een keversoort uit de familie snuitkevers (Curculionidae). De wetenschappelijke naam van de soort werd in 1947 gepubliceerd door Karl Eduard Schedl.